# V. Ramszesz
V. Ramszesz (uralkodói nevén Uszermaatré; ? – i. e. 1145. októbere/novembere) az ókori egyiptomi XX. dinasztia negyedik fáraója i. e. 1150-től haláláig. Édesapját követte a trónon, fiatalon lett fáraó, de alig négy évnyi uralkodás után meghalt, valószínűleg himlőben.

## Családi háttere
IV. Ramszesz fáraó és Duatentopet királyné fia volt; mindkét szülőjének egyetlen ismert gyermeke. Főfeleségét, Henutwatit és egy második feleséget, Tawerettenrót a Wilbour-papirusz említi. Gyermekeiről nem tudni.

## Uralkodása
Uralkodását Ámon papsága hatalmának növekvő hatalma jellemezte. A Turin 1887 papiruszban feljegyeztek egy korrupciós botrányt, mely az elephantinéi papságot érintette. Az instabil politikai helyzet másban is megnyilvánult: a király sírján dolgozó Dejr el-Medina-i munkások már az első évben többször is abbahagyták a munkát, mert féltek az ellenségtől (feltehetőleg az országba betörő líbiaiatól), akik felégették Per-Nebit városát. Pár nappal később feljegyezték, hogy a líbiaiak Thébáig is elértek.
A Ramszesz 4. uralkodási évéből származó Wilbour-papirusz, mely a termőföldeket vette számba és az adókkal is foglalkozott, mutatja, hogy Egyiptom földbirtokainak nagy része már az Ámon-papság kezében volt, és az adók zöme is az ő pénztárukba folyt be.

## Halála, sírja és múmiája
Halálának pontos körülményei nem ismertek. Lehetséges, hogy utódja, nagybátyja, VI. Ramszesz letaszította a trónról, mivel a sírját is kisajátította. Egy osztrakon tanúsága szerint V. Ramszesz temetésére csak VI. Ramszesz uralmának 2. évében került sor, ami szokatlanul késői időpont volt (a haláltól a temetésig rendszerint 70 nap telt el). Az is lehetséges azonban, hogy azért került sor ilyen későn a temetésre, mert utódjának le kellett győznie a Thébába betörő líbiaiakat. Egy, a VI. Ramszesz 2. évére datált dokumentum is azt mutatja, erre az időre állt vissza a rend Thébában.
Múmiáját megtalálták, és vizsgálata alapján úgy tűnik, a fáraó himlőben szenvedett. Egy nagy fejseb alapján feltételezték, hogy Ramszesz gyilkosság áldozata lett, de az is lehetséges, hogy a sérülést jóval a halála után sírrablók okozták.

## Titulatúra
A fáraók titulatúrájának magyarázatát és történetét lásd az Ötelemű titulatúra szócikkben.
| G5 |

| G5 |

| E2 · D40 | C10 | O25 |

| E2 · D40 | C10 | O25 |

| E2 · D40 | C10 | O25 |

| E2 · D40 | C10 | O25 |

| G5 |

| G5 |

| E2 · D40 | C10 | O25 |

| E2 · D40 | C10 | O25 |

| E2 · D40 | C10 | O25 |

| E2 · D40 | C10 | O25 |

| G8 |

| G8 |

| wsr | s | M4 | M4 | M4 | W19 | i | t · U15 · Aa13 | A40 |

| wsr | s | M4 | M4 | M4 | W19 | i | t · U15 · Aa13 | A40 |

| G8 |

| G8 |

| wsr | s | M4 | M4 | M4 | W19 | i | t · U15 · Aa13 | A40 |

| wsr | s | M4 | M4 | M4 | W19 | i | t · U15 · Aa13 | A40 |

| M23 | L2 |

| M23 | L2 |

| N5 | wsr | C10 | s | L1 | N5 | n |

| N5 | wsr | C10 | s | L1 | N5 | n |

| N5 | wsr | C10 | s | L1 | N5 | n |

| N5 | wsr | C10 | s | L1 | N5 | n |

| N5 | wsr | C10 | s | L1 | N5 | n |

| N5 | wsr | C10 | s | L1 | N5 | n |

| N5 | wsr | C10 | s | L1 | N5 | n |

| N5 | wsr | C10 | s | L1 | N5 | n |

| M23 | L2 |

| M23 | L2 |

| N5 | wsr | C10 | s | L1 | N5 | n |

| N5 | wsr | C10 | s | L1 | N5 | n |

| N5 | wsr | C10 | s | L1 | N5 | n |

| N5 | wsr | C10 | s | L1 | N5 | n |

| N5 | wsr | C10 | s | L1 | N5 | n |

| N5 | wsr | C10 | s | L1 | N5 | n |

| N5 | wsr | C10 | s | L1 | N5 | n |

| N5 | wsr | C10 | s | L1 | N5 | n |

| G39 | N5 | \| \| |
|     |    |       |

|  |

| G39 | N5 | \| \| |
|     |    |       |

|  |

| N5 | C2 | C12 | N36 · f | s | F31 | M23 |

| N5 | C2 | C12 | N36 · f | s | F31 | M23 |

| N5 | C2 | C12 | N36 · f | s | F31 | M23 |

| N5 | C2 | C12 | N36 · f | s | F31 | M23 |

| N5 | C2 | C12 | N36 · f | s | F31 | M23 |

| N5 | C2 | C12 | N36 · f | s | F31 | M23 |

| N5 | C2 | C12 | N36 · f | s | F31 | M23 |

| N5 | C2 | C12 | N36 · f | s | F31 | M23 |

| G39 | N5 | \| \| |
|     |    |       |

|  |

| G39 | N5 | \| \| |
|     |    |       |

|  |

| N5 | C2 | C12 | N36 · f | s | F31 | M23 |

| N5 | C2 | C12 | N36 · f | s | F31 | M23 |

| N5 | C2 | C12 | N36 · f | s | F31 | M23 |

| N5 | C2 | C12 | N36 · f | s | F31 | M23 |

| N5 | C2 | C12 | N36 · f | s | F31 | M23 |

| N5 | C2 | C12 | N36 · f | s | F31 | M23 |

| N5 | C2 | C12 | N36 · f | s | F31 | M23 |

| N5 | C2 | C12 | N36 · f | s | F31 | M23 |